# Veselka, Liubar
Veselka (în ucraineană Веселка) este localitatea de reședință a comunei Veselka din raionul Liubar, regiunea Jîtomîr, Ucraina.

## Demografie
Componența lingvistică a localității Veselka
     Ucraineană (96,97%)
     Rusă (2,16%)
     Alte limbi (0,43%)
Conform recensământului din 2001, majoritatea populației localității Veselka era vorbitoare de ucraineană (96,97%), existând în minoritate și vorbitori de rusă (2,16%).